# Sante Peranda

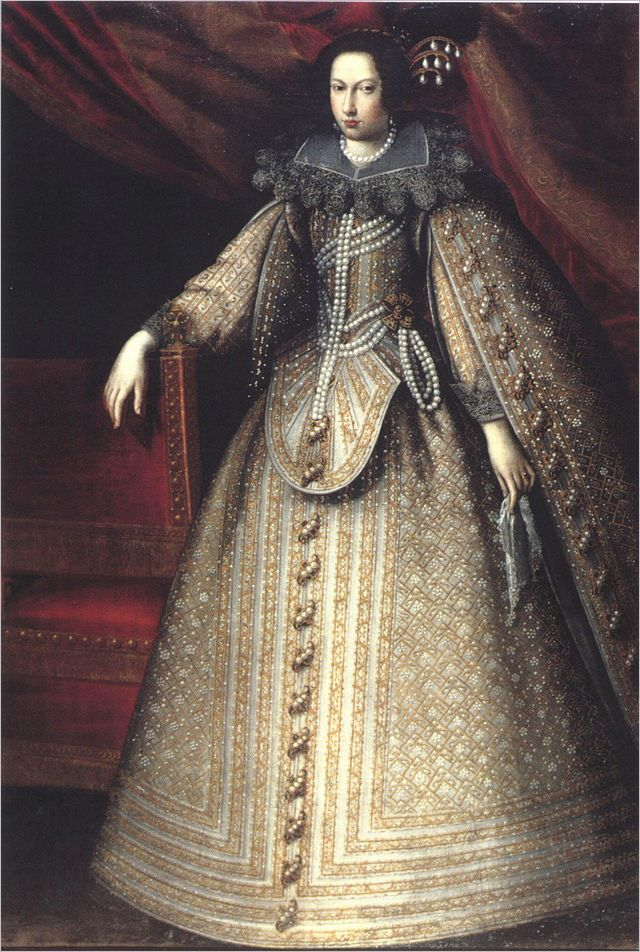
Sante Peranda, Porträt von Isabella von Savoi, Galleria Estense, Modena

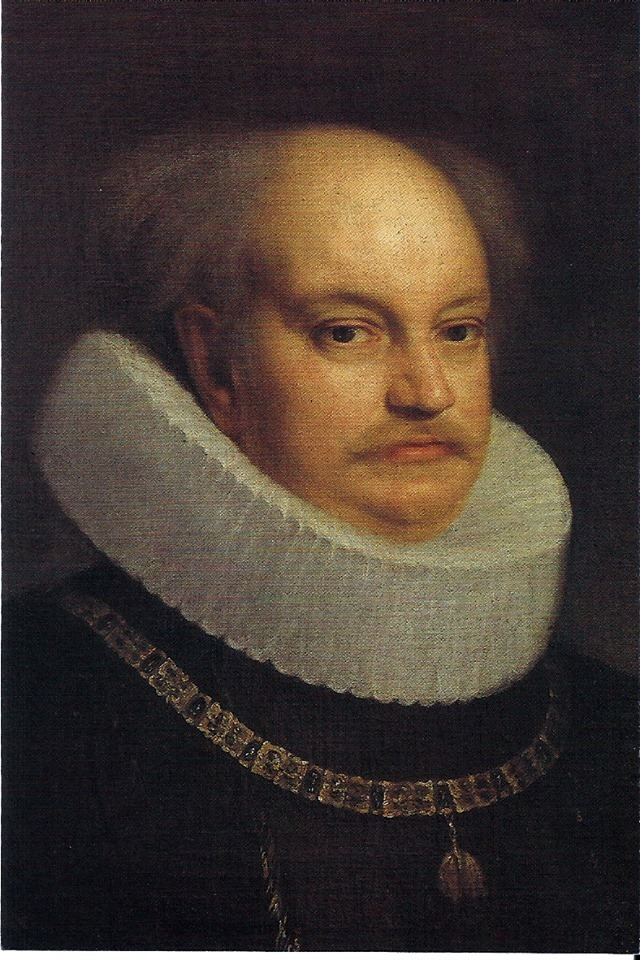
Sante Peranda, Porträt von Alessandro I. Pico, Palazzo Ducale, Mantua, um 1637

Sante (Santo) Peranda (* 1566 in Venedig; † 1638 ebendort) war ein italienischer Maler. In der Blütezeit des Herzogtums Mirandola unter Herzog Alessandro I. war er offizieller Hofmaler der Familie Pico.

## Leben
Der Sohn von Nicolò war Schüler von Paolo Fiammingo, Leonardo Corona und Jacopo Palma der Jüngere, in deren Fußstapfen er trat, „aber er hatte eine so liebenswürdige, sanfte und anmutige Art, dass man wirklich sagen kann, dass er die Meister an Sanftmut übertraf“. Aus diesem Grund gilt er als der vierte der Maler der sieben Manieren. In dem damals wenig innovativen venezianischen Klima arbeitete Peranda mehrmals mit dem Maler Palma der Jüngere zusammen. Zu seinen Schülern zählen der Dalmatiner Matteo Ponzone, der Brescianer Filippo Zaniberti, Simone Cantarini, Francesco Maffei und sein Sohn Michelangelo.
Zu seinen frühesten Werken gehört ein HL. Martin und der Bettler von 1585 (Kirche von Rio San Martino di Scorzè, Venedig).
1592 folgte er dem späteren Dogen Marino Grimani für einige Zeit nach Rom und Loreto, wo er mit dem späten Manierismus Mittelitaliens in Berührung kam, der sich durch diagonale Aufbauten und in sich gekehrte Figuren auszeichnet. 1594 kehrte er nach Venedig zurück, wo er in der Kirche San Giuliano den Heiligen Rochus bei der Heilung der Pestopfer und den Tod des Heiligen Rochus malte. Im Jahr 1604 schuf er die beiden großen Werke Herabfallen des Manna (Kirche San Bartolomeo) und Heiliger Diego, der die Kranken heilt (Kirche San Francesco della Vigna), gefolgt von der Schlacht von Jaffa (Dogenpalast in Venedig).
Von etwa 1608 bis 1627 arbeitete er in Mirandola im Dienste des Herzogs Alessandro I. Pico della Mirandola, wo er die Hofporträts und den Zyklus der Sieben Geschichten der Psyche (1610) malte, die sich heute in Mantua (Palazzo d’Arco und Museum des Herzogspalastes) befinden. Später malte er den Zyklus der drei Weltzeitalter (Gold, Silber und Bronze), der so erfolgreich war, dass er mindestens zweimal in Castelcucco und in Rom reproduziert wurde. Weitere wichtige Werke mit mythologischen und biblischen Themen, die in Mirandola entstanden und 1716 nach Mantua gebracht wurden, sind verloren gegangen. In den 1620er Jahren schuf er Hofporträts der Familie Pico (Alessandro I. Pico und seine Gemahlin Laura d’Este, Giulia d’Este und Luigi d’Este) und mehrere Altarbilder für Kirchen in Mirandola (Steinigung des Heiligen Stephanus, Bekehrung des Saulus und Unbefleckte Empfängnis mit den Heiligen Ubaldo und Geminiano) und im Gebiet von Modena. Gleichzeitig knüpfte er wieder Kontakte zur Region Venetien.
Er starb 1638 in Venedig, wo er in der Kirche San Nicola dei Tolentini beigesetzt wurde.

## Werke

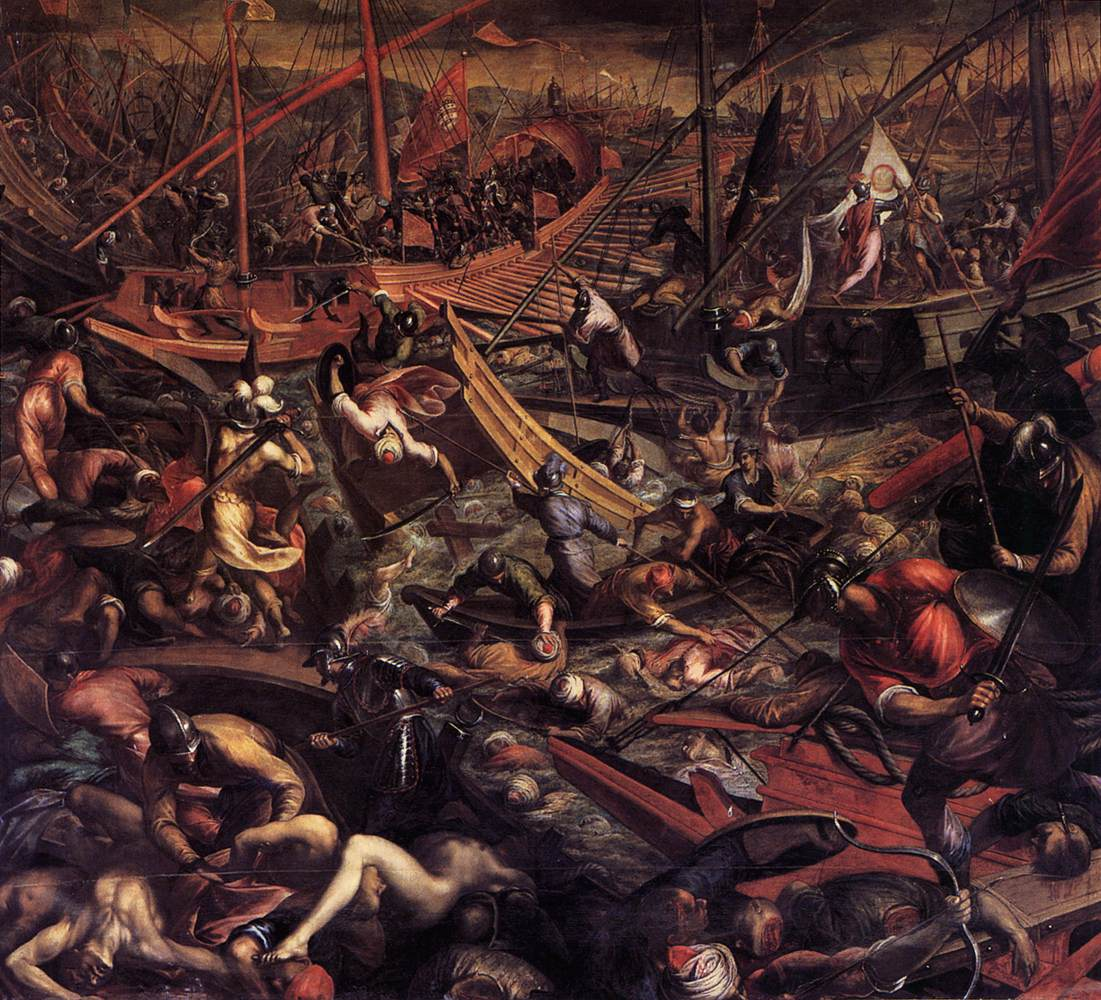
Seesieg der Venezianer bei Jaffa (Sala dello Scrutino, Dogenpalast, Venedig)

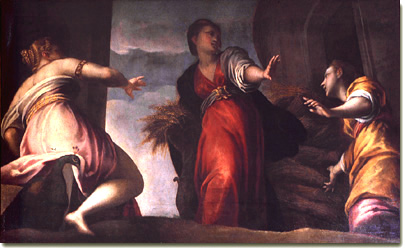
Psyche wird von Ceres und Juno zurückgewiesen

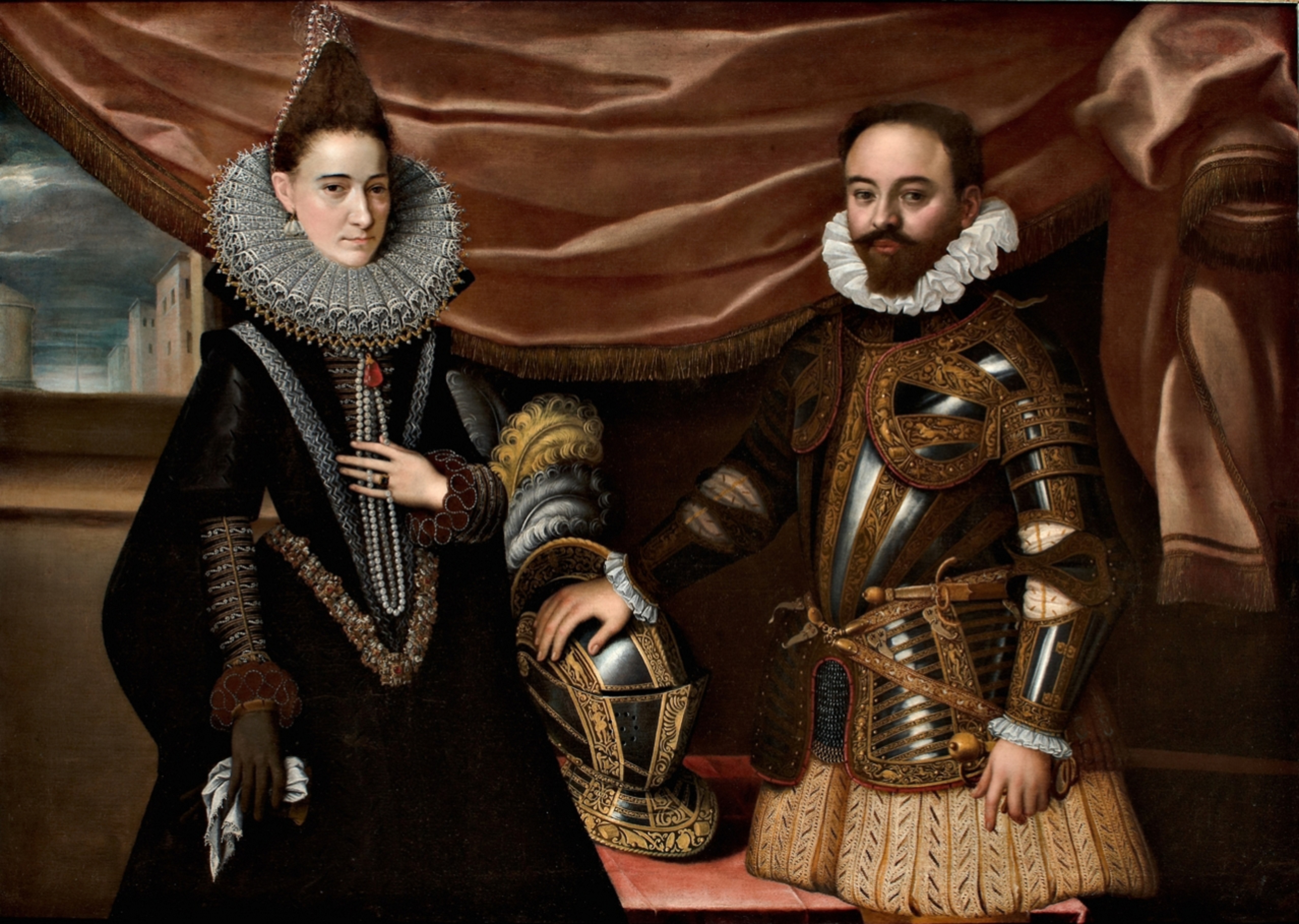
Herzog Alessandro I. Pico della Mirandola mit Gattin Laura d’Este

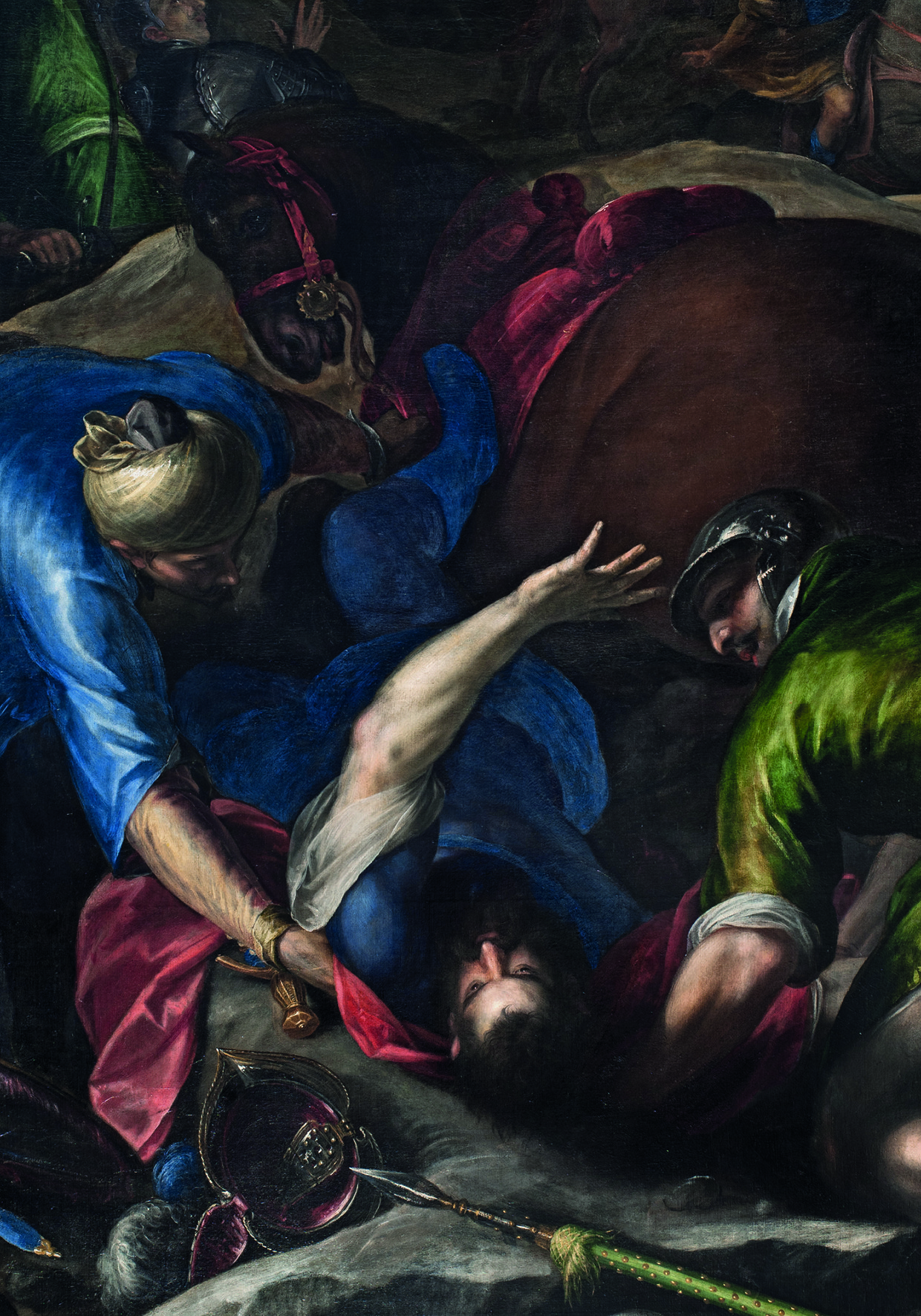
Bekehrung des Paulus von Tarsus

- Altarbild von Hl. Martin und der Bettler, 1585, Kirche Rio San Martino, Scorzè
- Der heilige Rochus heilt Pestopfer, 1595, San Zulian, Venedig
- Tod des hl. Rochus, 1595, San Zulian, Venedig
- Geburt Christi, 1599, Kirche von Golasecca
- Martyrium der Hl. Cristina, 1602, San Zanipolo, Venedig
- Herabfallen des Manna, 1604, in San Bartolomeo, Venedig
- Der heilige Diego heilt die Kranken, 1604, San Francesco della Vigna, Venedig
- Schlacht um Jaffa, 1605, Sala dello Scrutinio - Dogenpalast
- Martyrium des Hl. Christophorus, 1605, Kirche von Bertesina di Vicenza
- Geburt Christi, Sant’Isepo, Venedig (verschollen)
- Zyklus der Geschichten der Psyche (1606–1610), Sala di Amore e Psiche - Palazzo Ducale, Mantua
  - Psyche, die im Beisein ihrer Eltern in königlichen Gewändern an den Rand der Schlucht gebracht wird
  - Psyche wird von Zephyrus in den Palast des Amor gebracht
  - Psyche schneidet ein Stück Wolle von einer Ziegen mit dem goldenen Vlies ab
  - Psyche erhält von Proserpina in der Unterwelt das mit Schönheit gefüllte Gefäß
  - Psyche beobachtet den schlafenden Amor
  - Psyche rächt sich an den Schwestern, die sie betrogen haben, und der Parca beendet ihr Leben
  - Psyche überreicht Venus die Vase mit Wasser des Styx
  - Psyche wird von Amor gerettet
  - Psyche wird von Venus an Jupiter übergebene
  - Psyche wird von Ceres und Juno zurückgewiesen, 1610, Museo di Palazzo d’Arco, Mantua[4]
- Zyklus der Zeitalter der Welt, 1608~1610, Sala del Labirinto - Palazzo Ducale, Mantua
  - Das goldene Zeitalter
  - Das silberne Zeitalter
  - Das bronzene Zeitalter
- Zyklus der Geschichten des Phaeton (4 Gemälde), in Mantua nach 1716 verschollen
- Deucalion und Pyrrha, in Mantua nach 1716 verschollen
- Die Sintflut, in Mantua nach 1716 verschollen
- Der von Jupiter erschlagene Lykaon, in Mantua nach 1716 verschollen
- Der Fall der Giganten, in Mantua nach 1716 verschollen
- David und Goliath, in Mantua nach 1716 verschollen
- Porträt von Alessandro I. Pico, Palazzo Ducale, Mantua
- Laura d’Este
- Giulia d’Este
- Luigi d’Este
- Alessandro I. Pico
- Porträt von Pater Quistelli
- Zeichnung von Laura d’Este Pico, Palazzo Ducale, Mantua
- Steinigung des Hl. Stephanus, Dom von Mirandola
- Steinigung des Hl. Stephanus, Kathedrale Santo Stefano, Concordia Sagittaria
- Bekehrung des Saulus, San Francesco, Mirandola
- Schmerzensmutter mit den heiligen Franziskus und Karl Borromäus, Dom Santa Maria Maggiore, Mirandola
- Stigmata des Heiligen Franziskus, San Francesco, Mirandola (beim Erdbeben im Mai 2012 zerstört)
- Unbefleckte Empfängnis, die Heiligen Geminiano, Ubaldo und das Porträt von Laura d’Este, San Possidonio (1612)[5]
- Martyrium der Hl. Ursula, 1611–1616, San Bartolomeo, Modena
- Wunder des heiligen Karl, 1612–1617, Dom zu Carpi
- Die glorreichen Geheimnisse, San Nicolò, Treviso
- Die schmerzhaften Geheimnisse, San Nicolò, Treviso
- Heimsuchung, 1630, San Fantin, Venedig
- Letztes Abendmahl, 1611, Santi Martino e Rosa, Conegliano
- Pietà mit den heiligen Karl Borromäus und Franziskus, San Salvador, Venedig
- Vermählung der Jungfrau Maria, Kathedrale von Triest
- Wunder der Drachme, Beata Vergine del Rosario, Triest